# من ربات نیستم (مجموعه تلویزیونی)
من ربات نیستم (کره‌ای: 로봇이 아니야; لاتین‌نویسی اصلاح‌شده: Roboti Aniya) یک مجموعهٔ تلویزیونی کره جنوبی سال ۲۰۱۷ با بازی یو سونگ هو، چه سو بین و اوم کی جون است. این مجموعه توسط کیم سون-می نوشته شده و جونگ ده-یون آن را کارگردانی کرده است. تهیه‌کنندگی این سریال برای ام‌بی‌سی را می کوئین پیکچرز بر عهده داشته است. این مجموعه از ۶ دسامبر ۲۰۱۷ تا ۲۵ ژانویهٔ ۲۰۱۸، روزهای چهارشنبه و پنجشنبه ساعت ۲۱:۵۵ (کی‌اس‌تی) برای ۱۶ قسمت از ام‌بی‌سی تی‌وی پخش شد.

## خلاصه داستان
کیم مین کیو (یو سونگ هو) پسری جوان، ثروتمند و موفق است که به دلیل آلرژی‌اش به افراد به تنهایی زندگی می‌کند. تا اینکه با دختری به نام جو جی آه (چه سو بین) که تظاهر می‌کند یک ربات است، آشنا می‌شود و...

## بازیگران

### اصلی
- یو سونگ هو در نقش کیم مین کیو
- چه سو بین در نقش جو جی آه
- اوم کی-جون در نقش هونگ بک کیونگ

## تولید
- ابتدا به دونگ ها و بانگ مینآه پیشنهاد شد که نقش‌های اصلی را ایفا کنند، اما در نهایت نپذیرفتند.[۸][۹]
- اولین فیلم‌نامه خوانی بازیگران در ۲۷ سپتامبر ۲۰۱۷ در ایستگاه ام‌بی‌سی در منطقه سانگام-دونگ برگزار شد.[۱۰]